# 益鄂县
益鄂县，是泰国南部那拉提瓦府的一个县。总面积200.5平方公里，总人口40685人，人口密度202.9人/平方公里（2005年）。

## 行政区划
益鄂县辖有6个区，40个村。